# 637 v.Chr.

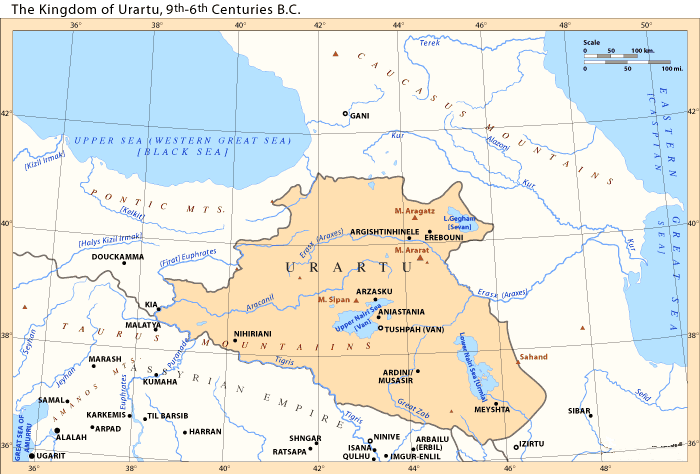
Het koninkrijk Urartu in de 7e eeuw v.Chr.

Het jaar 637 v.Chr. is een jaartal volgens de christelijke jaartelling.

## Gebeurtenissen

### Assyrische Rijk
- Koning Assurbanipal begint een veldtocht tegen het opstandige koninkrijk Urartu (huidige Turkije) in Anatolië.